# Diplazium lherminieri
Diplazium lherminieri är en majbräkenväxtart som beskrevs av Antoine Laurent Apollinaire Fée.
Diplazium lherminieri ingår i släktet Diplazium och familjen Athyriaceae. Inga underarter finns listade i Catalogue of Life.